# Chris Anstey
Chris Anstey (Melbourne, 1 de janeiro de 1975) é um ex-basquetebolista profissional australiano, atualmente retirado.